# Campeonato Mundial de Lucha de 1981
El XXXV Campeonato Mundial de Lucha se realizó en dos sedes diferentes: la lucha grecorromana en Oslo (Noruega) entre el 28 y el 30 de agosto y la lucha libre masculina en Skopie (Yugoslavia) entre el 11 y el 14 de septiembre de 1981. Fue organizado por la Federación Internacional de Luchas Asociadas (FILA) y las correspondientes federaciones nacionales de los países sedes respectivos.

## Resultados

### Lucha grecorromana
| Evento  | Oro                        | Plata                       | Bronce                     |
| ------- | -------------------------- | --------------------------- | -------------------------- |
| 48 kg   | Zhaxylyk Ushkempirov URSS  | Salih Bora Turquía          | Fumikazu Sasaki Japón      |
| 52 kg   | Vajtang Blaguidze URSS     | Atsuji Miyahara Japón       | Lajos Rácz · Hungría       |
| 57 kg   | Pasquale Passarelli RFA    | Josef Krysta Checoslovaquia | Ilpo Seppälä · Finlandia   |
| 62 kg   | István Tóth · Hungría      | Ryszard Świerad · Polonia   | Pertti Ukkola · Finlandia  |
| 68 kg   | Guennadi Yermilov URSS     | Tapio Sipilä · Finlandia    | Ştefan Rusu Rumania        |
| 74 kg   | Alexandr Kudriavtsev URSS  | Mikko Huhtala · Finlandia   | Karolj Kasap Yugoslavia    |
| 82 kg   | Guennadi Korban URSS       | Momir Petković Yugoslavia   | Ion Draica Rumania         |
| 90 kg   | Igor Kanyguin URSS         | Frank Andersson · Suecia    | Franz Pitschmann · Austria |
| 100 kg  | Mijail Saladze URSS        | Tamás Gáspár · Hungría      | Roman Wrocławski · Polonia |
| +100 kg | Refik Memišević Yugoslavia | Nikola Dinev Bulgaria       | Yevgueni Artiujin URSS     |

### Lucha libre
| Evento  | Oro                                 | Plata                         | Bronce                      |
| ------- | ----------------------------------- | ----------------------------- | --------------------------- |
| 48 kg   | Serguei Kornilayev URSS             | Son Gab-Do Corea del Sur      | Billy Rosado Estados Unidos |
| 52 kg   | Toshio Asakura Japón                | Hartmut Reich RDA             | Nanzadyn Büregdaa Mongolia  |
| 57 kg   | Serguei Beloglazov URSS             | Stefan Ivanov Bulgaria        | Hideaki Tomiyama Japón      |
| 62 kg   | Simeon Shterev Bulgaria             | Marian Skubacz · Polonia      | Viktor Alexeyev URSS        |
| 68 kg   | Saipula Absaidov URSS               | Šaban Sejdi Yugoslavia        | Kamen Penev Bulgaria        |
| 74 kg   | Martin Knosp RFA                    | Valentin Raichev Bulgaria     | Leroy Kemp Estados Unidos   |
| 82 kg   | Christopher Campbell Estados Unidos | Efraim Kamberov Bulgaria      | Grigori Danko URSS          |
| 90 kg   | Sanasar Oganisian URSS              | Ivan Guinov Bulgaria          | Uwe Neupert RDA             |
| 100 kg  | Roland Gehrke RDA                   | Gregory Gibson Estados Unidos | Ilia Mate URSS              |
| +100 kg | Salman Jasimikov URSS               | Reza Sujteh Saraei Irán       | Adam Sandurski · Polonia    |

## Medallero
| Núm. | País           | Oro | Plata | Bronce | Total |
| ---- | -------------- | --- | ----- | ------ | ----- |
| 1    | URSS           | 12  | 0     | 4      | 16    |
| 2    | RFA            | 2   | 0     | 0      | 2     |
| 3    | Bulgaria       | 1   | 5     | 1      | 7     |
| 4    | Yugoslavia     | 1   | 2     | 1      | 4     |
| 5    | Estados Unidos | 1   | 1     | 2      | 4     |
| 5    | Japón          | 1   | 1     | 2      | 4     |
| 7    | RDA            | 1   | 1     | 1      | 3     |
| 8    | Hungría        | 1   | 1     | 1      | 3     |
| 9    | Hungría        | 0   | 2     | 2      | 4     |
| 9    | Polonia        | 0   | 2     | 2      | 4     |
| 11   | Corea del Sur  | 0   | 1     | 0      | 1     |
| 11   | Checoslovaquia | 0   | 1     | 0      | 1     |
| 11   | Irán           | 0   | 1     | 0      | 1     |
| 11   | Suecia         | 0   | 1     | 0      | 1     |
| 11   | Turquía        | 0   | 1     | 0      | 1     |
| 16   | Rumania        | 0   | 0     | 2      | 2     |
| 17   | Austria        | 0   | 0     | 1      | 1     |
| 17   | Mongolia       | 0   | 0     | 1      | 1     |
|      | TOTAL          | 20  | 20    | 20     | 60    |